# Firework
Firework ist ein Popsong der US-amerikanischen Sängerin Katy Perry aus ihrem dritten Studioalbum Teenage Dream. Das Lied wurde als dritte Single des Albums veröffentlicht. Es wurde von Katy Perry, Stargate, Sandy Vee und Ester Dean geschrieben und von Stargate und Sandy Vee produziert.

## Hintergrund
Perry sagte, dass Firework ihr Lieblingssong auf Teenage Dream sei. Perry erklärte zum Song:

“People are coming back and almost adopting it as their own anthem, and it’s hard, I think, to write an anthem that’s not cheesy, and I hope that this could be something in that category. I hope this could be one of those things where it’s like, ‘Yeah, I want to put my fist up and feel proud and feel strong’. But I also don’t want to be cheesy, it’s a fine line, and I think ‘Firework’ … would be like the opus or my one song — if I had to pick a song to play — ’cause it has a great beat. But it also has a fantastic message.”

„Leute kehren zurück und wählen meinen Song als ihre persönliche Hymne, und es ist schwierig eine Hymne zu schreiben, die nicht kitschig ist, ich hoffe, mit diesem Stück ist mir dies gelungen. Ich hoffe, dies kann eines dieser Dinge sein, die das Gefühl erzeugt: ‚Yeah, ich recke meine Faust nach oben und fühle mich stolz und stark‘. Aber gleichzeitig will ich nicht, dass es kitschig ist, das ist eine Gratwanderung, und ich denke, ‘Firework’ … könnte mein Opus oder mein eines Lied sein – wenn ich ein Stück auswählen müsste, das ich spielen sollte – weil es einen tollen Beat hat. Außerdem hat es eine fantastische Botschaft.“

Laut Perry ist Firework von Jack Kerouacs Roman Unterwegs beeinflusst.

## Musikvideo
Das Musikvideo zu Firework ist Teil des Vertrages mit der Deutschen Telekom. Die Deutsche Telekom veranstaltete einen Wettbewerb, bei dem Fans einen Auftritt für das Musikvideo zu Firework gewinnen konnten. MTV berichtete, dass Perry mit den Dreharbeiten am Musikvideo am 28. September 2010 in Budapest begann. Regie führte Dave Meyers. Der offizielle Trailer zum Musikvideo wurde am 15. Oktober 2010 veröffentlicht. Am 2. November 2010 erschien Video im iTunes Store.
Das Video wurde bei den MTV Video Music Awards 2011 zum Video des Jahres gewählt und hat über 1,3 Milliarden Aufrufe auf YouTube (Stand: 23. April 2021).
Im Video sieht man zunächst Perry auf eine Terrasse treten. Zum Refrain startet ein Feuerwerk aus ihrer Brust. Es folgen Bilder von Menschen, die Trauer überwinden, und auch sie versprühen Feuerwerk. Zum Ende des Videos tanzt eine Menschenmenge auf einem Platz um Perry und ein letztes, großes Feuerwerk beginnt.

## Live-Auftritte

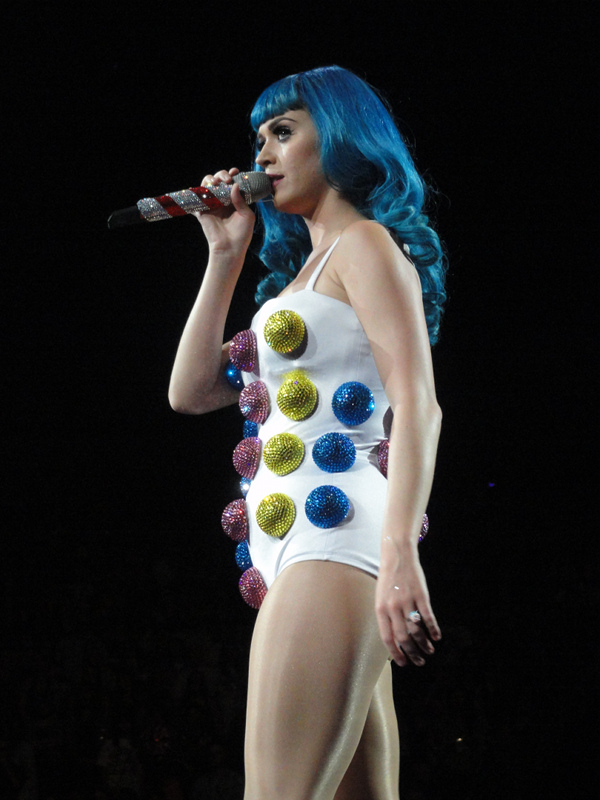
Katy Perry (2011)

Perry spielte den Song live in der Late Show with David Letterman am 24. August 2010. Am 17. Oktober 2010 sang Perry den Song bei The X Factor im Vereinigten Königreich, gefolgt von einem Auftritt bei den MTV Europe Music Awards 2010 in Madrid am 7. November 2010. Perry sang das Lied bei der Paul O’Grady Live Show am 12. November 2010 und bei den BBC Radio 1 Teen Awards am 14. November 2010. Weitere Auftritte folgten bei den American Music Awards 2010. Perry trug Firework auch bei der Victoria’s Secret Fashion Show am 30. November 2010 in New York City vor. Am 4. Dezember 2010 wurde Perrys Darbietung von Firework bei Willkommen bei Mario Barth ausgestrahlt. Am 8. Dezember 2010 sang Perry bei der Ellen DeGeneres Show eine Akustikversion von Firework. Perry sang das Lied auch bei der VH1 Divas 2010 Show und beendete das Event mit ihrem Auftritt. Am 1. Mai 2011 sang Katy Perry Firework bei den Logie Awards in Australien.

## Kritiken
Das Lied zählte zu den Stücken des Albums, zu dem das Slant Magazine einige Worte fand. Es erklärte, es verursache zumindest keine Schmerzen beim Anhören ([…] it’s not an actively painful listen […]). Der Text wurde als Möchtegern-Botschaft charakterisiert ([…] would-be inspirational lyrics […]). Außerdem befand das Magazin, dass Katy Perry mit dem Gesang überfordert sei, und Leona Lewis besser geeignet gewesen wäre ([…] the vocal lines […] are well beyond Perry’s capabilities […]). Zumindest der Refrain sei schwungvoll und würde in Clubs vermutlich funktionieren. Bill Lamb von About.com zählte Firework zu den besten Songs des Albums, zu seiner Auswahl erklärte Lamb „Firework ist eine überragende Hymne, die direkt darauf abzielt, die Selbstachtung zu heben“. (“Firework” is a towering anthem aimed directly at lifting self esteem.) Nick Levine von Digital Spy gab dem Song fünf von fünf Sternen und beschrieb das Lied als eine geradlinige Hymne zur Stärkung der Selbstachtung ([…] a straight up self-empowerment anthem […]).

## Kommerzieller Erfolg

### Chartplatzierungen
In den Vereinigten Staaten debütierte Firework am 6. November 2010 auf Platz 57 der amerikanischen Billboard Hot 100. Es erreichte nach wenigen Wochen Platz 1 der Billboard Hot 100 und wurde Perrys vierter Nummer-eins-Hit in den Vereinigten Staaten und der dritte Nummer-eins-Hit aus Teenage Dream. Insgesamt verbrachte das Lied vier Wochen auf Platz 1 der Hot 100. Das Lied wurde von der Recording Industry Association of America (RIAA) für über 2 Millionen verkaufte Einheiten in den Vereinigten Staaten mit Doppel-Platin ausgezeichnet. Im Mai 2011 wurde das Lied allein in den Vereinigten Staaten über 4,53 Millionen Mal verkauft.
In Kanada stieg Firework am 6. November 2010 auf Platz 51 der Canadian Hot 100 ein, erreichte am 18. Dezember 2010 Platz 1 der kanadischen Charts und wurde dort Perrys vierter Nummer-eins-Hit. Firework erreichte in Australien Platz 3 und wurde viermal mit einer Platin-Schallplatte ausgezeichnet, für über 280.000 verkaufte Einheiten. Im Vereinigten Königreich stieg das Lied in die Top-5 der britischen Charts ein und erreichte später Platz 3. Der Song wurde hier auch mit einer Platin-Schallplatte für über 600.000 verkaufte Einheiten ausgezeichnet.
| ChartsChartplatzierungen       | Höchstplatzierung | Wochen |
| ------------------------------ | ----------------- | ------ |
| Deutschland (GfK)              | 4 (28 Wo.)        | 28     |
| Österreich (Ö3)                | 3 (18 Wo.)        | 18     |
| Schweiz (IFPI)                 | 3 (24 Wo.)        | 24     |
| Vereinigtes Königreich (OCC)   | 3 (68 Wo.)        | 68     |
| Vereinigte Staaten (Billboard) | 1 (39 Wo.)        | 39     |

| ChartsJahrescharts (2010)    | Platzierung |
| ---------------------------- | ----------- |
| Deutschland (GfK)            | 88          |
| Vereinigtes Königreich (OCC) | 19          |

| ChartsJahrescharts (2011)      | Platzierung |
| ------------------------------ | ----------- |
| Deutschland (GfK)              | 53          |
| Österreich (Ö3)                | 37          |
| Schweiz (IFPI)                 | 36          |
| Vereinigte Staaten (Billboard) | 3           |
| Vereinigtes Königreich (OCC)   | 65          |

| ChartsJahrescharts (2010–2019) | Platzierung |
| ------------------------------ | ----------- |
| Vereinigte Staaten (Billboard) | 43          |

### Auszeichnungen für Musikverkäufe
| Land/Region                  | Auszeichnungen für Musikverkäufe (Land/Region, Auszeichnung, Verkäufe) | Verkäufe   |
| ---------------------------- | ---------------------------------------------------------------------- | ---------- |
| Australien (ARIA)            | 16× Platin                                                             | 1.120.000  |
| Belgien (BRMA)               | Gold                                                                   | 15.000     |
| Brasilien (PMB)              | Diamant                                                                | 250.000    |
| Dänemark (IFPI)              | Platin                                                                 | 90.000     |
| Deutschland (BVMI)           | Platin                                                                 | 300.000    |
| Frankreich (SNEP)            | —                                                                      | 140.000    |
| Italien (FIMI)               | 2× Platin                                                              | 60.000     |
| Japan (RIAJ)                 | Gold                                                                   | 100.000    |
| Kanada (MC)                  | Diamant (Single) · + Gold (Ringtone)                                   | 820.000    |
| Mexiko (AMPROFON)            | 3× Gold                                                                | 90.000     |
| Neuseeland (RMNZ)            | 5× Platin                                                              | 150.000    |
| Norwegen (IFPI)              | 4× Platin                                                              | 240.000    |
| Österreich (IFPI)            | 2× Platin                                                              | 60.000     |
| Portugal (AFP)               | Gold                                                                   | 5.000      |
| Schweden (IFPI)              | Platin                                                                 | 40.000     |
| Schweiz (IFPI)               | Gold                                                                   | 15.000     |
| Spanien (Promusicae)         | Platin                                                                 | 60.000     |
| Vereinigte Staaten (RIAA)    | 12× Platin                                                             | 12.000.000 |
| Vereinigtes Königreich (BPI) | 4× Platin                                                              | 2.400.000  |
| Insgesamt                    | 6× Gold · 40× Platin · 3× Diamant ·                                    | 17.555.000 |

Hauptartikel: Katy Perry/Auszeichnungen für Musikverkäufe

### Auszeichnungen für Musikstreaming
| Hauptartikel=Katy Perry/Auszeichnungen für Musikverkäufe

| Land/Region     | Auszeichnungen für Musikverkäufe (Land/Region, Auszeichnung, Verkäufe) | Verkäufe |
| --------------- | ---------------------------------------------------------------------- | -------- |
| Dänemark (IFPI) | Gold                                                                   | 50.000   |
| Insgesamt       | 1× Gold ·                                                              | 50.000   |

## Rekorde
- Der Erfolg von Firework machte Perry zur ersten Künstlerin seit Monica in den Jahren 1998–1999, die in den USA die ersten drei Singleauskopplungen aus einem Album auf Rang 1 platzieren konnten.[13]
- In der Woche zum 8. Januar 2011 hat sich Firework in den USA in einer Woche über 500.000 Mal digital verkauft und stellte damit einen Rekord für die zweithöchsten Downloadverkäufe einer Künstlerin innerhalb einer Woche in der Geschichte der amerikanischen Charts auf. Diese digitalen Verkaufszahlen innerhalb einer Woche bedeuteten für Perry auch die viertbesten in der Geschichte der amerikanischen Charts.[33]
- Das Lied wurde auch Perrys fünfte Single, die in den Vereinigten Staaten mehr als vier Millionen Mal heruntergeladen wurde.[34]

## Mitwirkende
- Songwriting – Katy Perry, Mikkel S. Eriksen, Tor Erik Hermansen, Sandy Wilhelm, Ester Dean
- Produktion – Stargate, Sandy Vee
- Aufnahme – Mikkel S. Eriksen, Miles Walker
- Additional engineering – Carlos Oyandel, Damien Lewis
- Additional engineering assistant – Josh Houghkirk
- Mixing – Sandy Vee, Phil Tan
- Gesang – Katy Perry
- Instrumente – Mikkel S. Eriksen, Tor Erik Hermansen, Sandy Vee
- Mastering – Brian Gardner[35]